# Странствовање
Странствовање је религијска пракса одлажења у туђину и напуштања свега познатог (пријатеља, породице, завичаја). Среће се у православном хришћанству и у многим другим религијама.
| „                                       | Странствовање је неповратно напуштање свега у нашем завичају што се супротставља нашој тежњи да достигнемо циљ побожности. То је скромно понашање, скривена мудрост, памет која не труби о себи, сакривен живот, невидљив циљ, немо размишљање, скромност у прохтевима, жудња за мучењем, подлога богочежњивости, обиље љубави, порицање таштине, дубина ћутања. | ” |
| — Јован Лествичник, Лествица, Поука III | |   |

Странствовање је настало као последица ходочашћа, приликом далеких путовања ка светим местима. Подвиг странствовања је подразумевао одрицање од свих удобности и свих начина стицања материјалних добара, као и прихватање сиромаштва. Странствовањем се човек учи да не приања за свет, зато се каже да је „странствовање мајка беспристрашћа“. Човек је добровољно постајао сиромашан следећи Христове заповести: није ни сејао ни жњео већ се у потпуности препуштао Божијој вољи. 
| „                                       | Странствовање је одвајање од свега да би се мисли начиниле нераздвојним од Бога. | ” |
| — Јован Лествичник, Лествица, Поука III |                                                                                  |   |

Одвајање од ближњих се не врши из мржње, него ради избегавања штете коју бисмо с њима могли претрпети. Ко се по одрицању од света и даље среће са световним људима, или живи у њиховој близини, прља своје срце мислећи на њих.